# ميغيل ر دافيلا
ميغيل ر دافيلا (بالإسبانية: Miguel Rafael Dávila Cuéllar)‏ (و. 1856 – 1927 م) هو سياسي، ومحام من هندوراس ولد في تيجوسيجالبا.